# 일본의 박물관 목록
다음 목록은 일본의 박물관 목록이다.

## 목록
| 박물관                                     | 종류 | 위치                     |
| ------------------------------------------ | ---- | ------------------------ |
| 21_21 DESIGN SIGHT                         | 사립 | 도쿄도 미나토구          |
| 가고시마 시립 미술관                       | 시립 | 가고시마현 가고시마시    |
| 고대 오리엔트 박물관                       | 사립 | 도쿄도 도시마구          |
| 과학기술관                                 | 사립 | 도쿄도 지요다구          |
| 교토 국립근대미술관                        | 국립 | 교토부 교토시            |
| 교토 국립박물관                            | 국립 | 교토부 교토시            |
| 국립과학박물관                             | 국립 | 도쿄도 다이토구          |
| 국립국제미술관                             | 국립 | 오사카부 오사카시        |
| 국립민족학박물관                           | 국립 | 오사카부 스이타시        |
| 국립서양미술관                             | 국립 | 도쿄도 다이토구          |
| 국립신미술관                               | 국립 | 도쿄도 미나토구          |
| 국립역사민속박물관                         | 국립 | 지바현 사쿠라시          |
| 규슈 국립박물관                            | 국립 | 후쿠오카현 다자이후시    |
| 나라 국립박물관                            | 국립 | 나라현 나라시            |
| 네즈 미술관                                | 사립 | 도쿄도 미나토구          |
| 다이묘 시계박물관                          | 사립 | 도쿄도 다이토구          |
| 다쿠신칸                                   | 사립 | 홋카이도 가미카와군      |
| 도쿄 국립근대미술관                        | 국립 | 도쿄도 지요다구          |
| 도쿄 국립박물관                            | 국립 | 도쿄도 다이토구          |
| 도쿄 대학 대학원 이학계 연구과 부속 식물원 | 대학 | 도쿄도 분쿄구            |
| 도쿄도 미술관                              | 시립 | 도쿄도 다이토구          |
| 도쿄도 사진미술관                          | 시립 | 도쿄도 메구로구          |
| 미야노모리 미술관                          | 사립 | 홋카이도 삿포로          |
| 미쓰이 기념미술관                          | 공립 | 도쿄도 주오구            |
| 미타카의 숲 지브리 미술관                  | 공립 | 도쿄도 미타카시          |
| 브리지스톤 미술관                          | 공립 | 도쿄도 주오구            |
| 산토리 미술관                              | 공립 | 도쿄도 미나토구          |
| 삿포로 예술의 숲 미술관                    | 공립 | 홋카이도 삿포로시        |
| 선샤인 수족관                              | 사립 | 도쿄도 도시마구          |
| 시나가와 수족관                            | 시립 | 도쿄도 시나가와구        |
| 시부사와 사료관                            | 공립 | 도쿄도 기타구            |
| 시타마치 풍속자료관                        | 시립 | 도쿄도 다이토구          |
| 아쿠아 파크 시나가와                       | 사립 | 도쿄도 미나토구 (도쿄도) |
| 야구 전당 박물관                           | 공립 | 도쿄도 분쿄구            |
| 에도 도쿄 건물원                           | 공립 | 도쿄도 고가네이시        |
| 에도 도쿄 박물관                           | 시립 | 도쿄도 스미다구          |
| 와타리움 미술관                            | 사립 | 도쿄도 시부야구          |
| 우에노 동물원                              | 시립 | 도쿄도 다이토구          |
| 우키요에 오타 기념 미술관                  | 사립 | 도쿄도 시부야구          |
| 유취관                                     | 사립 | 도쿄도 지요다구          |
| 일본 과학 미래관                           | 국립 | 도쿄도 고토구            |
| 전력관                                     | 국립 | 도쿄도 시부야구          |
| 화폐박물관                                 | 국립 | 도쿄도 주오구            |